# Maunawili
Maunawili és una concentració de població designada pel cens dels Estats Units a l'estat de Hawaii. Segons el cens del 2000 tenia 4.869 habitants.

## Demografia
Segons el cens del 2000, Maunawili tenia 4.869 habitants, 1.458 habitatges, i 1.224 famílies La densitat de població era de 540,16 habitants per km².
Dels 1.458 habitatges en un 31,7% hi vivien nens de menys de 18 anys, en un 68,7% hi vivien parelles casades, en un 11,1% dones solteres, i en un 16,0% no eren unitats familiars. En l'11,1% dels habitatges hi vivien persones soles el 5,8% de les quals corresponia a persones de 65 anys o més que vivien soles. El nombre mitjà de persones vivint en cada habitatge era de 3,10 i el nombre mitjà de persones que vivien en cada família era de 3,31.
Per edats la població es repartia de la següent manera: un 23,0% tenia menys de 18 anys, un 6,0% entre 18 i 24, un 27,8% entre 25 i 44, un 27,0% de 45 a 64 i un 16,2% 65 anys o més.
L'edat mediana era de 40,6 anys. Per cada 100 dones hi havia 89,16 homes. Per cada 100 dones de 18 o més anys hi havia 83,59 homes.
La renda mediana per habitatge era de 82.148 $ i la renda mediana per família de 84.294 $. Els homes tenien una renda mediana de 51.078 $ mentre que les dones 36.324 $. La renda per capita de la població era de 30.551 $. Aproximadament l'1,5% de les famílies i el 2,5% de la població estaven per davall del llindar de pobresa.

## Poblacions més properes
El següent diagrama mostra les poblacions més properes.